# Чемпионат Бразилии по футболу (Серия D)
Серия D чемпионата Бразилии — футбольный турнир в Бразилии, занимающий в системе лиг страны четвёртое место после Серий A, B и C.

## История
Первый розыгрыш Серии D прошёл в 2009 году. Решение об организации турнира было принято КБФ в конце 2008 года, когда число участников Серии C стало таким же, как и в двух высших дивизионов бразильского футбола — по 20 команд.
В 2010 году в финале чемпионата «Гуарани» (Собрал) обыграл «Америку» из Манауса с общим счётом 5:2 (1:1; 4:1). Однако позже КБФ дисквалифицировала «Америку» за использование в 1/4 финала незаявленного футболиста. «Гуарани» остался чемпионом, вице-чемпионом стала «Мадурейра», на третье место переместилась «Арагуаина». Пострадавший от действий «Америки» в четвертьфинале «Жоинвиль» был объявлен клубом, занявшим четвёртое место в чемпионате, и тем самым именно «Жоинвиль» получил четвёртую путёвку в Серию C на следующий год.
В 2014 году в бразильской Серии A дебютировал участник самого первого розыгрыша Серии D (3-е место) «Шапекоэнсе».
«Тупи» — единственный клуб, квалифицировавшийся в Серию C через Серию D дважды — с первого (2011) и третьего (2013) места.
Финальная стадия чемпионата 2020 прошла в январе и феврале уже 2021 года, что было связано с поздним началом турнира из-за перерыва, вызванного пандемией COVID-19.

## Система турнира
Клубы Серии D на предварительной стадии разбиваются на предварительные группы. Затем 16 лучших команд по олимпийской системе выявляют четыре лучшие команды, которые выходят в Серию C.
Изначально Конфедерация футбола Бразилии установила, что в Серии D должно было участвовать 40 клубов, но из-за полулюбительского статуса некоторых команд и прочих организационных трудностей это число в разные годы было другим. Так, в самом первом сезоне 2009 года в Серии D выступали 39 клубов, затем четыре сезона подряд — 40, в 2014 году — 41 клуб и с 2015 — вновь 40. В 2016 году число клубов возросло до 68.

## Победители
| Год  | Чемпион                   | Вице-чемпион     | Также вышли в Серию C               |
| ---- | ------------------------- | ---------------- | ----------------------------------- |
| 2009 | Сан-Раймундо              | Макаэ            | Шапекоэнсе, Алекрин                 |
| 2010 | Гуарани Собрал            | Мадурейра        | Арагуаина, Жоинвиль                 |
| 2011 | Тупи                      | Санта-Круз       | Куяба, Оэсте                        |
| 2012 | Сампайо Корреа            | КРАК             | Бараунас, Можи-Мирин                |
| 2013 | Ботафого (Жуан-Песоа)     | Жувентуде        | Тупи, Салгейру                      |
| 2014 | Томбенсе                  | Гремио Бразил    | Лондрина, Конфьянса                 |
| 2015 | Ботафого (Рибейран-Прету) | Ривер (Терезина) | Ремо, Ипиранга (Эрешин)             |
| 2016 | Волта-Редонда             | ССА Масейо       | Сан-Бенту (Сорокаба), Мото Клуб     |
| 2017 | Операрио Ферровиарио      | Глобо            | Атлетико Акриано, Жуазейренсе       |
| 2018 | Ферровиарио (Форталеза)   | Трези            | Сан-Жозе (Порту-Алегри), Императрис |
| 2019 | Бруски                    | Манаус           | Итуано, Жакуипенсе                  |
| 2020 | Мирасол                   | Флореста         | Новуризонтино, Алтус                |
| 2021 | Апаресиденсе              | Кампиненсе       | АБС, Атлетико Сеаренсе              |

## Достижения по штатам
| Штат                | Титулов | 2 мест | 3 мест | 4 мест |
| ------------------- | ------- | ------ | ------ | ------ |
| Сеара               | 2       | 1      | 0      | 1      |
| Сан-Паулу           | 2       | 0      | 3      | 2      |
| Минас-Жерайс        | 2       | 0      | 1      | 0      |
| Рио-де-Жанейро      | 1       | 2      | 0      | 0      |
| Параиба             | 1       | 2      | 0      | 0      |
| Гояс                | 1       | 1      | 0      | 0      |
| Санта-Катарина      | 1       | 0      | 1      | 0      |
| Парана              | 1       | 0      | 1      | 1      |
| Пара                | 1       | 0      | 1      | 0      |
| Мараньян            | 1       | 0      | 0      | 2      |
| Риу-Гранди-ду-Сул   | 0       | 2      | 1      | 1      |
| Риу-Гранди-ду-Норти | 0       | 1      | 2      | 1      |
| Пернамбуку          | 0       | 1      | 0      | 1      |
| Пиауи               | 0       | 1      | 0      | 1      |
| Алагоас             | 0       | 1      | 0      | 0      |
| Амазонас            | 0       | 1      | 0      | 0      |
| Акри                | 0       | 0      | 1      | 0      |
| Мату-Гросу          | 0       | 0      | 1      | 0      |
| Токантинс           | 0       | 0      | 1      | 0      |
| Баия                | 0       | 0      | 0      | 2      |
| Сержипи             | 0       | 0      | 0      | 1      |